# Герца-Міке
Герца-Міке (рум. Gherța Mică) — комуна у повіті Сату-Маре в Румунії. До складу комуни входить єдине село Герца-Міке.
Комуна розташована на відстані 447 км на північний захід від Бухареста, 29 км на північний схід від Сату-Маре, 132 км на північ від Клуж-Напоки.

## Населення
За даними перепису населення 2002 року у комуні проживали 3255 осіб.
Національний склад населення комуни:
| Національність | Кількість осіб | Відсоток |
| -------------- | -------------- | -------- |
| румуни         | 3211           | 98,6%    |
| угорці         | 26             | 0,8%     |
| цигани         | 15             | 0,5%     |
| німці          | 3              | 0,1%     |

Рідною мовою назвали:
| Мова      | Кількість осіб | Відсоток |
| --------- | -------------- | -------- |
| румунська | 3229           | 99,2%    |
| угорська  | 24             | 0,7%     |
| німецька  | 2              | 0,1%     |

Склад населення комуни за віросповіданням:
| Релігія        | Кількість осіб | Відсоток |
| -------------- | -------------- | -------- |
| православні    | 2529           | 77,7%    |
| п'ятдесятники  | 662            | 20,3%    |
| римо-католики  | 19             | 0,6%     |
| адвентисти     | 19             | 0,6%     |
| не релігійні   | 14             | 0,4%     |
| реформати      | 5              | 0,2%     |
| греко-католики | 4              | 0,1%     |

## Зовнішні посилання
- Дані про комуну Герца-Міке на сайті Ghidul Primăriilor [Архівовано 10 березня 2011 у Wayback Machine.]